# Tinantia anomala
Tinantia anomala là một loài thực vật có hoa trong họ Commelinaceae. Loài này được (Torr.) C.B.Clarke miêu tả khoa học đầu tiên năm 1881.